# Pandurista
Pandurista là một chi bướm đêm thuộc phân họ Tortricinae của họ Tortricidae.

## Các loài
- Pandurista encarsiotoma Diakonoff, 1953
- Pandurista euptycha Diakonoff, 1975
- Pandurista regressa Diakonoff, 1976
- Pandurista stictocrossa Meyrick, 1918